# Woudbloem
Woudbloem – wieś w niderlandzkiej gminie Midden-Groningen, w prowincji Groningen.

## Geografia
Wieś Woudbloem leży na powierzchni 5,74km² w północnej części Holandii gminie Midden-Groningen, w prowincji Groningen.

## Historia

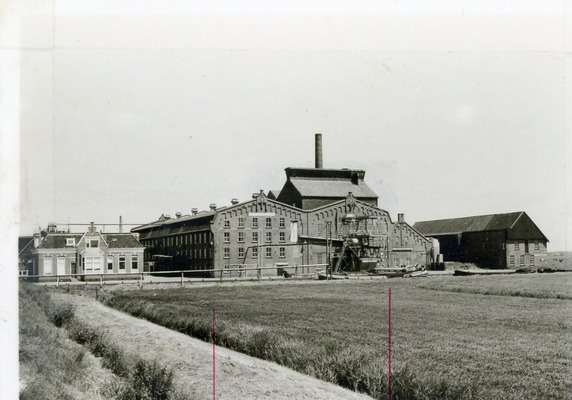
De Woudbloem w latach 60. XX wieku

W 1904 roku zbudowano w Woudbloem spółdzielczą fabrykę mąki ziemniaczanej, zwanej De Woudbloem. Pochodzenie nazwy fabryki, a co za tym idzie późniejszej wsi, nie jest znane. Kornelis ter Laan, holenderski językoznawca, twierdzi, że była to nazwa poetycka, być może nawiązująca do kwitnących ziemniaków (niderl. bloem, kwiat) i nazwy regionalnu Duurswold.

## Demografia
Według spisu ludności z 2023 roku we wsi Woudbloem mieszkało 105 mieszkańców.